# Ешерокен (Нью-Йорк)
Ешерокен (англ. Asharoken) — селище (англ. village) в США, в окрузі Саффолк штату Нью-Йорк. Населення — 592 особи (2020).

## Географія
Ешерокен розташований за координатами 40°56′21″ пн. ш. 73°23′6″ зх. д. / 40.93917° пн. ш. 73.38500° зх. д. (40.939270, -73.385033).  За даними Бюро перепису населення США в 2010 році селище мало площу 16,80 км², з яких 3,81 км² — суходіл та 12,99 км² — водойми.

## Демографія
Згідно з переписом 2010 року, у селищі мешкали 654 особи в 255 домогосподарствах у складі 199 родин. Густота населення становила 39 осіб/км².  Було 302 помешкання (18/км²).
Расовий склад населення:
| - 95,9 % — білих - 2,0 % — азіатів - 0,2 % — корінних американців - 0,2 % — чорних або афроамериканців |

До двох чи більше рас належало 1,4 %. Частка іспаномовних становила 3,1 % від усіх жителів.
За віковим діапазоном населення розподілялося таким чином: 18,7 % — особи молодші 18 років, 59,3 % — особи у віці 18—64 років, 22,0 % — особи у віці 65 років та старші. Медіана віку мешканця становила 51,5 року. На 100 осіб жіночої статі у селищі припадало 107,6 чоловіків;  на 100 жінок у віці від 18 років та старших — 98,5 чоловіків також старших 18 років.
Середній дохід на одне домашнє господарство  становив 257 123 долари США (медіана — 153 750), а середній дохід на одну сім'ю — 277 544 долари (медіана — 162 250). За межею бідності перебувало 3,9 % осіб, у тому числі 0,0 % дітей у віці до 18 років та 3,9 % осіб у віці 65 років та старших.
Цивільне працевлаштоване населення становило 229 осіб. Основні галузі зайнятості: освіта, охорона здоров'я та соціальна допомога — 25,8 %, науковці, спеціалісти, менеджери — 15,7 %, фінанси, страхування та нерухомість — 11,4 %, роздрібна торгівля — 8,7 %.